# Dyskografia Białasa
Dyskografia Białasa – dyskografia polskiego rapera Białasa. Obejmuje ona jedenaście albumów studyjnych, pięć minialbumów, czternaście mixtape’ów, 69 singli, 46 występów gościnnych i 28 teledysków. Artysta nagrywa dla wytwórni SB Maffija, ponadto niektóre z jego wydawnictw dystrybuuje Step Hurt. Artykuł zawiera informacje o datach premiery, wytwórniach muzycznych, nośnikach, pozycjach na listach przebojów, sprzedaży i certyfikatach Związku Producentów Audio-Video.
Sprzedaż wydawnictw Białasa na terenie Polski przekracza 130 tysięcy egzemplarzy. Dwa spośród nich pokryły się najwyżej złotą płytą, trzy platynową. Sześć albumów lub minialbumów było notowane na cotygodniowej liście sprzedaży OLiS, z czego pięć wydawnictw dotarło do pierwszej pozycji. Jego wideografia obejmuje teledyski do niektórych singli.

## Albumy solowe
| Rok  | Album | Pozycja na liście | Sprzedaż       | Certyfikat                 |
| Rok  | Album | POL               | Sprzedaż       | Certyfikat                 |
| ---- | --- | ----------------- | -------------- | -------------------------- |
| 2015 | Rehab - Data: 4 grudnia 2015 - Wydawca: Step Records - Format: CD, LP, digital download                            | 8                 |                |                            |
| 2016 | H8M4 - Data: 26 sierpnia 2016 - Wydawca: SB Maffija Label - Format: CD, digital download                           | 1                 | - POL: 30 000+ | - ZPAV: platynowa płyta    |
| 2017 | Polon (producent Lanek) - Data: 15 września 2017 - Wydawca: SB Maffija Label - Format: CD, digital download        | 2                 | - POL: 30 000+ | - ZPAV: platynowa płyta    |
| 2018 | Hyper2000 (producent Lanek) - Data: 5 października 2018 - Wydawca: SB Maffija Label - Format: CD, digital download | 3                 | - POL: 15 000+ | - ZPAV: złota płyta        |
| 2020 | H8M5 - Data: 5 sierpnia 2020 - Wydawca: SB Maffija Label - Format: CD, LP, digital download                        | 1                 | - POL: 90 000+ | - ZPAV: 3× platynowa płyta |
| 2023 | Newcomer - Data: 28 kwietnia 2023 - Wydawca: SBM Label - Format: CD, digital download                              | 1                 | - POL: 30 000+ | - ZPAV: platynowa płyta    |
| 2024 | Polonn (producent Lanek) - Data: 28 czerwca 2024 - Wydawca: SBM Label - Format: CD, digital download               | 1                 |                |                            |

## Albumy we współpracy
| Rok                                                    | Album | Pozycja na liście | Sprzedaż       | Certyfikat              |
| Rok                                                    | Album | POL               | Sprzedaż       | Certyfikat              |
| ------------------------------------------------------ | --- | ----------------- | -------------- | ----------------------- |
| 2011                                                   | Z ostatniej ławki (oraz Solar) - Data: 1 września 2011 - Wydawca: SB Maffija (nielegal) - Format: CD              | —                 |                |                         |
| 2013                                                   | Stage Diving (oraz Solar) - Data: 17 czerwca 2013 - Wydawca: Prosto - Format: CD, digital download                | —                 | - POL: 3 000+  |                         |
| 2016                                                   | #nowanormalnosc (oraz Solar) - Data: 25 listopada 2016 - Wydawca: SB Maffija Label - Format: CD, digital download | 7                 | - POL: 30 000+ | - ZPAV: platynowa płyta |
| 2021                                                   | Diamentowy las (oraz White 2115) - Data: 7 maja 2021 - Wydawca: SB Maffija Label - Format: CD, digital download   | 1                 | - POL: 30 000+ | - ZPAV: platynowa płyta |
| „—” oznacza że album nie był notowany na danej liście. | |                   |                |                         |

## Minialbumy
| Rok  | Album                                                                         | Sprzedaż      |
| ---- | ----------------------------------------------------------------------------- | ------------- |
| 2009 | Na czczo (oraz Solar) - Data: 29 czerwca 2009 - Wydawca: SB Maffija           | - POL: 100    |
| 2015 | Demówka EP (oraz Quebonafide) - Data: 4 grudnia 2015 - Wydawca: QueQuality    | - POL: 3 000+ |
| 2015 | Iskry i klik klaki (oraz Solar) - Data: 15 grudnia 2015 - Wydawca: SB Maffija | - POL: 2 000+ |
| 2020 | H8 - Data: 1 lutego 2020 - Wydawca: SB Maffija Label                          |               |
| 2020 | ME - Data: 5 sierpnia 2020 - Wydawca: SB Maffija Label                        |               |

## Single
| Rok                                                      | Tytuł                                         | Pozycja na liście | Certyfikat                 | Album              |
| Rok                                                      | Tytuł                                         | HHTV              | Certyfikat                 | Album              |
| -------------------------------------------------------- | --------------------------------------------- | ----------------- | -------------------------- | ------------------ |
| 2015                                                     | „Złamane skrzydło”                            | –                 |                            | Rehab              |
| 2015                                                     | „To jest hip-hop” (gośc. Paluch)              | –                 |                            | Rehab              |
| 2015                                                     | „Aaliyah”                                     | –                 |                            | Rehab              |
| 2015                                                     | „Złote serca” (gośc. Quebonafide)             | –                 |                            | Rehab              |
| 2015                                                     | „Do grobu” (gośc. Solar, Gedz)                | –                 |                            | Rehab              |
| 2015                                                     | „Kroki” (gośc. Danny)                         | –                 |                            | Rehab              |
| 2016                                                     | „Blakablakablaka”                             | 1                 | - ZPAV: złota płyta        | H8M4               |
| 2016                                                     | „Patrzcie idzie frajer” (gośc. Bedoes)        | 1                 | - ZPAV: złota płyta        | H8M4               |
| 2016                                                     | „Jedna wiara, jeden skład”                    | 16                | - ZPAV: złota płyta        | H8M4               |
| 2016                                                     | „Jeden żyć”                                   | 18                | - ZPAV: złota płyta        | H8M4               |
| 2016                                                     | „Mamo sięgam gwiazd”                          | –                 |                            | H8M4               |
| 2016                                                     | „I poszedł”                                   | –                 |                            | H8M4               |
| 2016                                                     | „Intercontinental Bajers” (oraz Solar)        |                   | - ZPAV: 2× platynowa płyta | #nowanormalnosc    |
| 2016                                                     | „Nie dla ciebie” (oraz Solar, gośc. Wac Toja) |                   | - ZPAV: platynowa płyta    | #nowanormalnosc    |
| 2017                                                     | „Jak Skepta” (oraz Lanek)                     | –                 |                            | Polon              |
| 2017                                                     | „Ganges” (oraz Lanek) (gośc. Quebonafide)     | –                 | - ZPAV: platynowa płyta    | Polon              |
| 2017                                                     | „How” (oraz Lanek)                            | –                 |                            | Polon              |
| 2017                                                     | „Simia” (oraz Lanek)                          | –                 |                            | Polon              |
| 2017                                                     | „Na serio” (oraz Lanek, gośc. Bedoes)         | –                 | - ZPAV: 2× platynowa płyta | Polon              |
| 2017                                                     | „Osiedle Botox” (oraz Lanek)                  | –                 |                            | Polon              |
| 2017                                                     | „Weed Carrier” (oraz Lanek)                   | –                 |                            | Polon              |
| 2017                                                     | „Fraktale” (oraz Lanek)                       | –                 |                            | Polon              |
| 2017                                                     | „Bida” (oraz Lanek) (gośc. Sitek)             | –                 |                            | Polon              |
| 2017                                                     | „Ale ja nie” (oraz Lanek) (gośc. Paluch)      | –                 | - ZPAV: złota płyta        | Polon              |
| 2018                                                     | „Cyka Blyat” (oraz Lanek)                     | –                 | - ZPAV: złota płyta        | Hyper2000          |
| 2018                                                     | „Milion długu” (oraz Lanek)                   | –                 |                            | Hyper2000          |
| 2018                                                     | „Polack” (oraz Lanek)                         | –                 |                            | Hyper2000          |
| 2018                                                     | „Kochaj nas i żegnaj” (oraz Lanek)            | –                 | - ZPAV: złota płyta        | Hyper2000          |
| 2018                                                     | „Prawdziwy trap” (oraz Lanek)                 | –                 |                            | Hyper2000          |
| 2020                                                     | „Sępy” (gośc. Szpaku)                         | –                 | - ZPAV: platynowa płyta    | H8M5               |
| 2020                                                     | „PDW” (gośc. Mata)                            |                   | - ZPAV: 2× platynowa płyta | H8M5               |
| 2020                                                     | „W imię ojca trapu”                           | –                 | - ZPAV: platynowa płyta    | H8M5               |
| 2020                                                     | „Swoosh Gang” (gośc. Pezet)                   | –                 | - ZPAV: złota płyta        | H8M5               |
| 2020                                                     | „Na ulicy”                                    | –                 |                            | H8M5               |
| 2021                                                     | „Au” (gośc. Sokół)                            |                   | - ZPAV: 2× platynowa płyta | Murem za Bonusem   |
| 2021                                                     | „Klękaj przed panem” (oraz Słoń)              |                   | - ZPAV: złota płyta        | Murem za Bonusem   |
| 2022                                                     | „Zosia”                                       |                   | - ZPAV: 2× platynowa płyta | singel niealbumowy |
| 2023                                                     | „Uzi” (gośc. Sobel)                           |                   | - ZPAV: 3× platynowa płyta | Newcomer           |
| „–” oznacza że singiel nie był notowany na danej liście. |                                               |                   |                            |                    |

### Gościnne
| Rok  | Tytuł                                               | Certyfikat                 | Album                    |
| ---- | --------------------------------------------------- | -------------------------- | ------------------------ |
| 2018 | „Ból” (oraz Deemz i Szpaku)                         | - ZPAV: 2× platynowa płyta |                          |
| 2018 | „Empik” (oraz Kizo)                                 | - ZPAV: złota płyta        | Czempion                 |
| 2018 | „Gady” (Bedoes, Kubi Producent; gośc. Białas, Eldo) | - ZPAV: platynowa płyta    | Kwiat polskiej młodzieży |
| 2022 | „Karaluchy” (oraz Oliwka Brazil)                    | - ZPAV: złota płyta        |                          |

### Jako członek SB Maffija
| Rok  | Tytuł                                                                           | Certyfikat                 | Album           |
| ---- | ------------------------------------------------------------------------------- | -------------------------- | --------------- |
| 2020 | „Hotel Maffija” (jako członek SB Maffija)                                       | - ZPAV: 2× platynowa płyta | Hotel Maffija   |
| 2020 | „Przepis na dzień dobry” (jako członek SB Maffija)                              | - ZPAV: złota płyta        | Hotel Maffija   |
| 2022 | „Parapetówa” (jako członek SB Maffija)                                          | - ZPAV: 2× platynowa płyta | Hotel Maffija 2 |
| 2022 | „Za karę” (jako członek SB Maffija)                                             | - ZPAV: platynowa płyta    | Hotel Maffija 2 |
| 2022 | „Co to za bluza Lanek?” (jako członek SB Maffija)                               | - ZPAV: 2× platynowa płyta | Hotel Maffija 2 |
| 2022 | „Doba hotelowa” (jako członek SB Maffija; gośc. Flexxy 2115, Kuqe 2115, Blacha) | - ZPAV: platynowa płyta    | Hotel Maffija 2 |
| 2022 | „Droga pani” (jako członek SB Maffija; gośc. Nypel)                             | - ZPAV: platynowa płyta    | Hotel Maffija 2 |
| 2022 | „Wroobel daj to głośniej” (jako członek SB Maffija; gośc. Kacperczyk)           | - ZPAV: złota płyta        | Hotel Maffija 2 |
| 2022 | „Chodzę po Luwrze” (jako członek SB Maffija)                                    | - ZPAV: złota płyta        | Hotel Maffija 2 |
| 2022 | „Lawenda” (jako członek SB Maffija)                                             | - ZPAV: diamentowa płyta   | Hotel Maffija 2 |
| 2023 | „Sqnhead” (jako członek SB Maffija)                                             | - ZPAV: złota płyta        | Hotel Maffija 3 |
| 2023 | „Bungee” (jako członek SB Maffija)                                              | - ZPAV: 2× platynowa płyta | Hotel Maffija 3 |
| 2023 | „Czarna perła” (jako członek SB Maffija; gośc. Szpaku, 27.Fuckdemons, Chivas)   | - ZPAV: 2× platynowa płyta | Hotel Maffija 3 |
| 2023 | „Pieniądze i sława” (jako członek SB Maffija; gośc. Sobel)                      | - ZPAV: złota płyta        | Hotel Maffija 3 |
| 2023 | „Wioska ukryta we mgle” (jako członek SB Maffija; gośc. Szpaku, Sokół)          | - ZPAV: złota płyta        | Hotel Maffija 3 |

## Inne notowane lub certyfikowane utwory
| Rok                                                      | Tytuł                                                              | Pozycja na listach | Pozycja na listach | Pozycja na listach | Certyfikat                 | Album                  |
| Rok                                                      | Tytuł                                                              | POL                | ESKA               | RMF                | Certyfikat                 | Album                  |
| -------------------------------------------------------- | ------------------------------------------------------------------ | ------------------ | ------------------ | ------------------ | -------------------------- | ---------------------- |
| 2016                                                     | „Witam cię 2k16” (gośc. Zelo PTP)                                  | –                  | –                  | –                  | - ZPAV: złota płyta        | H8M4                   |
| 2016                                                     | „Mali ludzie, wielkie nieba” (gośc. Zui)                           | –                  | –                  | –                  | - ZPAV: 2× platynowa płyta | H8M4                   |
| 2016                                                     | „Brudna prawda” (oraz Solar, gośc. ReTo, Quebonafide, Wac Toja)    |                    |                    |                    | - ZPAV: złota płyta        | #nowanormalnosc        |
| 2017                                                     | „Rzucić rap” (Wac Toja; gośc. Białas)                              |                    |                    |                    | - ZPAV: złota płyta        | High Quality           |
| 2018                                                     | „Fake Love” (Smolasty; gośc. Białas)                               | 68                 | 26                 | 17                 | - ZPAV: 4× platynowa płyta | Fake Love              |
| 2018                                                     | „Grill u Gawrona” (oraz Lanek)                                     | –                  | –                  | –                  | - ZPAV: 4× platynowa płyta | Hyper2000              |
| 2019                                                     | „Lifestyle” (Kubi Producent; gośc. Malik Montana, Borixon, Białas) | –                  | –                  | –                  | - ZPAV: platynowa płyta    | +18                    |
| 2020                                                     | „Co ty na to?” (jako członek SB Maffija)                           |                    |                    |                    | - ZPAV: złota płyta        | Maffija jest na zawsze |
| 2020                                                     | „Zło jest wszędzie” (gośc. Bedoes)                                 | –                  | –                  | –                  | - ZPAV: złota płyta        | H8                     |
| 2020                                                     | „Drift” (gośc. Mata)                                               | –                  | –                  | –                  | - ZPAV: 2× platynowa płyta | H8                     |
| 2020                                                     | „Smutne miasteczko” (gośc. Szpaku)                                 | –                  | –                  | –                  | - ZPAV: złota płyta        | H8                     |
| 2020                                                     | „Sweet Home” (gośc. White 2115)                                    |                    |                    |                    | - ZPAV: złota płyta        | H8                     |
| 2020                                                     | „Piękna”                                                           |                    |                    |                    | - ZPAV: 2× platynowa płyta | ME                     |
| 2020                                                     | „Morfina” (gośc. Bedoes)                                           |                    |                    |                    | - ZPAV: złota płyta        | H8M5                   |
| 2021                                                     | „Lombard dusz” (oraz White 2115)                                   |                    |                    |                    | - ZPAV: złota płyta        | Diamentowy las         |
| 2021                                                     | „Święto ogródka” (oraz White 2115)                                 |                    |                    |                    | - ZPAV: 2× platynowa płyta | Diamentowy las         |
| 2022                                                     | „Las połówek” (oraz Lanek)                                         |                    |                    |                    | - ZPAV: złota płyta        | In Hajs We Trust 3     |
| 2023                                                     | „Bogowie nie krwawią” (ReTo; gośc. Białas)                         |                    |                    |                    | - ZPAV: złota płyta        | STYXX                  |
| „–” oznacza że singiel nie był notowany na danej liście. |                                                                    |                    |                    |                    |                            |                        |

## Mixtape'y
| Rok  | Dane dot. albumu                                                                        |
| ---- | --------------------------------------------------------------------------------------- |
| 2006 | H8ME Mixtape Vol. 1 - Data: 2006 - Wydawca: SB Maffija                                  |
| 2007 | H8ME Mixtape Vol. 2 - Data: 2007 - Wydawca: SB Maffija                                  |
| 2007 | Miej wiarę EP (oraz MMX) - Data: 2007 - Wydawca: brak (nielegal)                        |
| 2008 | H8ME Mixtape Vol. 3 - Data: 18 marca 2008 - Wydawca: SB Maffija                         |
| 2008 | Love Me Mixtape (oraz DJ Polar) - Data: 2 września 2008 - Wydawca: SB Maffija           |
| 2009 | Nie jestem w 4mie - Data: 2 listopada 2009 - Wydawca: SB Maffija                        |
| 2010 | Burza po ciszy (oraz Solar) - Data: 14 lutego 2010 - Wydawca: SB Maffija                |
| 2010 | Zakazane owoce EP (oraz Kazzam) - Data: 30 grudnia 2010 - Wydawca: SB Maffija           |
| 2011 | Odliczanie Mixtape (oraz Solar) - Data: 11 lutego 2011 - Wydawca: SB Maffija            |
| 2011 | Z oślej ławki (oraz Solar) - Data: 4 sierpnia 2011 - Wydawca: SB Maffija                |
| 2012 | ToNiePolskieYesss (oraz Solar) - Data: 2012 - Wydawca: SB Maffija                       |
| 2015 | BooKING Mixtape (oraz King TomB) - Data: 29 stycznia 2015 - Wydawca: SB Maffija         |
| 2017 | In Hajs We Trust (oraz Lanek) - Data: 15 września 2017 - Wydawca: SB Maffija Label      |
| 2018 | In Hajs We Trust 2 (oraz Lanek) - Data: 5 października 2018 - Wydawca: SB Maffija Label |

## Inne utwory
| Rok  | Tytuł | Źródło  |
| ---- | --- | ------- |
| 2012 | „Trueschool” (prod. Folku, scratche: DJ ACE)                                                                   | [ 118 ] |
| 2013 | „Open Bar” (oraz Quebonafide, TomB, prod. Lanek)                                                               | [ 119 ] |
| 2013 | „To jest skurwysyńsko stylowe” (gościnnie: Blejk, prod. Lanek)                                                 | [ 120 ] |
| 2013 | „Żyję jak wszyscy śpią” (oraz Blejk, Ruda, prod. DJ Johnny)                                                    | [ 121 ] |
| 2013 | Zaginiony – „1 Train (Remix)” (gościnnie: TomB, Kosmo, Białas)                                                 | [ 122 ] |
| 2013 | „Styl życia młody białas” (gościnnie: Hary)                                                                    | [ 123 ] |
| 2013 | Smolak, Tofik – „Nie chcę się cofać” (gościnnie: Białas, TomB, Kaiteu)                                         | [ 124 ] |
| 2013 | Zbylu – „Walcz” (gościnnie: Cywil, Uszer zDP, Białas, Flint, DJ Flip)                                          | [ 125 ] |
| 2014 | „#Hot16Challenge”                                                                                              | [ 126 ] |
| 2014 | DJ Johny – „Skumaj czym jest swag” (gościnnie: TomB, Białas, ADM, Blejk, Koldi)                                | [ 127 ] |
| 2014 | „Freestyle Wars” (oraz Solar, prod. Lanek)                                                                     | [ 128 ] |
| 2014 | „HHRPE1” (oraz Z.B.U.K.U, Vixen, Metrowy, Te-Tris, Poszwix, Bezczel, VNM, Solar, Tony Jazzu, Projekt Wan, RWS) | [ 129 ] |
| 2015 | „Yeah Yeah" | [ 130 ] |
| 2015 | Szesnasty – „Chciałem być” (gościnnie: Białas, Krzysztof Krawczyk, prod. HVZX)                                 | [ 131 ] |

### Występy gościnne i kompilacje
| Rok  | Album                                                                          | Utwór | Źródło  |
| ---- | ------------------------------------------------------------------------------ | --- | ------- |
| 2009 | Siwydym – Odpal                                                                | „Gramy tu” (gościnnie: Białas, Kamelito, Emrat)                                                                          | [ 132 ] |
| 2009 | J.I.M.B. – Genealogia                                                          | „Zdążyć przed śmiercią” (gościnnie: Białas) „Na rewirze” (gościnnie: Białas)                                             | [ 133 ] |
| 2009 | EMATeI, DJ Haem – Palenie mikrofonów nie powoduje wack'a ani Choroby w wersach | „Biorę los” (gościnnie: Białas) „Tu na wolnym – Freestyle Joint” (gościnnie: WSZ, Białas)                                | [ 134 ] |
| 2009 | Solar – Na fali                                                                | „PPP” (gościnnie: 3-6, Białas, DJ Hałaz + Gość specjalny) „Nie pamiętam” (gościnnie: Białas)                             | [ 135 ] |
| 2009 | Zamar, DJ BezKsywy – Przejebany Mixtape 2                                      | „Jestem gorący” (gościnnie: Białas)                                                                                      | [ 136 ] |
| 2010 | Solar, MMX – Nad przepaścią                                                    | „Astma” (gościnnie: Białas)                                                                                              | [ 137 ] |
| 2011 | Zbylu – operacja: Sampling                                                     | „Nasze serca biją jednym tempem” (gościnnie: Solar/Białas, Wiciu, Pejot, DJ Ace)                                         | [ 138 ] |
| 2011 | Bonson, Matek – Historia po pewnej historii                                    | „Byliśmy żołnierzami” (gościnnie: Białas)                                                                                | [ 139 ] |
| 2011 | Cfany Gapa – Złodziej                                                          | „Wszytko co chcesz wiedzieć o rapie, ale boisz się spytać (Remix Thor)” (gościnnie: Białas)                              | [ 140 ] |
| 2011 | Projekt Nasłuch – Nieznani Sprawcy                                             | „Dobre chłopaki” (gościnnie: Bonson, Białas) „Gumeczka” (gościnnie: Białas) „Gumeczka (Matek Remix)” (gościnnie: Białas) | [ 141 ] |
| 2011 | WSZ, Krusz – WhatEver FM                                                       | „Małpy myślące” (gościnnie: Białas) „Rola drugoplanowa” (gościnnie: Białas)                                              | [ 142 ] |
| 2011 | Popkiller młode wilki (kompilacja)                                             | Solar, Białas – „Hajlajf"                                                                                                | [ 143 ] |
| 2012 | Skate-Europe.com (kompilacja)                                                  | Solar, Białas – „Slow Mo"                                                                                                | [ 144 ] |
| 2012 | Prosto Mixtape Kebs (kompilacja)                                               | Solar, Białas – „Jak skończymy"                                                                                          | [ 145 ] |
| 2013 | Blejk – Wzbijam Się EP                                                         | „Zachód” (gościnnie: Solar/Białas, TomB)                                                                                 | [ 146 ] |
| 2013 | Quebonafide – Eklektyka                                                        | „Open Bar” (gościnnie: Białas, TomB)                                                                                     | [ 147 ] |
| 2013 | Gospel – Pizdy-blizny-smród bielizny                                           | „Krótka piłka (Bonus Track)” (gościnnie: Białas)                                                                         | [ 148 ] |
| 2014 | Prosto XV (kompilacja)                                                         | Solar, Białas – „Spacer po linie"                                                                                        | [ 149 ] |
| 2014 | Paluch, Chris Carson – Made in Heaven                                          | „Ostatni telefon” (gościnnie: Białas, TomB)                                                                              | [ 150 ] |
| 2014 | Bonson, Matek – MVP                                                            | „MVP” (gościnnie: Białas, Zelo)                                                                                          | [ 151 ] |
| 2015 | Neile – #Kicktape: I'll Kick Your Ass Vol.1                                    | „Tytuł championa” (gościnnie: Solar/Białas)                                                                              | [ 152 ] |
| 2015 | Neile – Powidok 94                                                             | „Wielkie S” (gościnnie: Białas)                                                                                          | [ 153 ] |
| 2015 | Prosto Mixtape IV (kompilacja)                                                 | Białas, Obywatel MC, VNM – „Pierwszy walkman"                                                                            | [ 154 ] |
| 2015 | Quebonafide – Erotyka                                                          | „Ciuchy, kobiety... (SB Maffija Remix)” (gościnnie: Solar/Białas, TomB, ADM, Danny)                                      | [ 155 ] |
| 2015 | TomB – Wystudzony temperament: ciachy                                          | „Pułap” (gościnnie: Solar/Białas)                                                                                        | [ 156 ] |
| 2015 | BoKoTy – Nie trzeba mnie namawiać                                              | „Rotacja” (gościnnie: Białas, Neile)                                                                                     | [ 157 ] |
| 2015 | Bonson – MVP Remixed                                                           | „MVP (Mario Kontrargument Remix)” (gościnnie: Zelo, Białas)                                                              | [ 158 ] |
| 2016 | Beteo – Jeden jedyny                                                           | „Pole min” (gościnnie: Białas)                                                                                           | [ 159 ] |
| 2016 | Sitek – Wielkie Sny                                                            | „Im więcej” (gościnnie: Białas, Paluch)                                                                                  | [ 160 ] |
| 2017 | Żabson – Passion Fruits                                                        | „Paradox gry” (gościnnie: Białas)                                                                                        | [ 161 ] |
| 2017 | Bedoes – Aby Śmierć Miała Znaczenie                                            | „Hymn” (gościnnie: Białas, Solar)                                                                                        | [ 162 ] |
| 2017 | Beteo – Bejbi                                                                  | „Nie wiesz nic” (gościnnie: Białas)                                                                                      | [ 163 ] |
| 2017 | Wac Toja – High Quality                                                        | „Rzucić Rap” (gościnnie: Białas)                                                                                         | [ 164 ] |
| 2017 | Quebonafide – Dla Fanów Eklektyki EP                                           | „ANKH” (gościnnie: Białas)                                                                                               | [ 165 ] |
| 2018 | Taconafide – 0, 25 mg                                                          | „Moje demony uciekły na urlop” (gościnnie: Białas)                                                                       | [ 166 ] |
| 2018 | Kękę – ToTu                                                                    | „Zoba, zoba” (gościnnie: Białas)                                                                                         | [ 167 ] |
| 2018 | DJ Soina - Kręci Mnie Vinyl 3                                                  | „KMV3” (gościnnie: donGURALesko, Białas, Kaczor)                                                                         | [ 168 ] |
| 2018 | Bonus RPK – Technik pasjonat                                                   | „RODEO” (gościnnie: Białas)                                                                                              | [ 169 ] |
| 2018 | Kizo – Czempion                                                                | „EMPIK” (gościnnie: Białas)                                                                                              | [ 170 ] |
| 2019 | White 2115 – Rockstar                                                          | „Sos Mula” (gościnnie: Białas)                                                                                           | [ 171 ] |
| 2019 | Bedoes – Opowieści z Doliny Smoków (oraz Lanek)                                | „SAUVAGE” (gościnnie: Białas, Taco Hemingway)                                                                            | [ 172 ] |
| 2019 | Kubi Producent – +18                                                           | „Lifestyle” (gościnnie: Malik Montana, Borixon, Białas)                                                                  | [ 173 ] |
| 2020 | Rasmentalism – Geniusz                                                         | „Dzisiaj nie zasnę” (gościnnie: Białas)                                                                                  | [ 174 ] |
| 2020 | Dwa Sławy – Pokolenie X2                                                       | „Mango Lassi” (gościnnie: Białas)                                                                                        | [ 175 ] |

## Teledyski

### Solowe
| Rok  | Tytuł                                       | Reżyseria/Realizacja      | Album              | Źródło  |
| ---- | ------------------------------------------- | ------------------------- | ------------------ | ------- |
| 2014 | „#Hot16Challenge”                           | —                         | —                  | [ 126 ] |
| 2014 | „Z lotu ptaka” (gościnnie: Blejk, ADM)      | Got Barss                 | Iskry i klik klaki | [ 176 ] |
| 2014 | „Czasem czuję” (gościnnie: Danny)           | Deys/eLJot                | Iskry i klik klaki | [ 177 ] |
| 2015 | „Nie bądź żyła, oddaj krew"                 | Filop Design              | Iskry i klik klaki | [ 178 ] |
| 2015 | „Street Credit (Freestyle)”                 | Shquo                     | Iskry i klik klaki | [ 179 ] |
| 2015 | „Aaliyah"                                   | WOW Pictures              | Rehab              | [ 180 ] |
| 2015 | „To jest hip-hop” (gościnnie: Paluch)       | WOW Pictures              | Rehab              | [ 180 ] |
| 2015 | „Złamane skrzydło"                          | M.L. Filmz                | Rehab              | [ 180 ] |
| 2015 | „Złote serca” (gościnnie: Quebonafide)      | WOW Pictures              | Rehab              | [ 181 ] |
| 2015 | „Do grobu” (gościnnie: Solar, Gedz)         | HDSCVM                    | Rehab              | [ 182 ] |
| 2015 | „6am in WWA” (gościnnie: Olka)              | M.L. Filmz                | Rehab              | [ 183 ] |
| 2016 | „Kroki” (gościnnie: Danny)                  | 9LiterFilmy               | Rehab              | [ 184 ] |
| 2016 | „I poszedł"                                 | Lanek                     | H8M4               | [ 185 ] |
| 2016 | „Blakablakablaka"                           | Lanek                     | H8M4               | [ 186 ] |
| 2016 | „Mamo sięgam gwiazd"                        | Marathon Brothers         | H8M4               | [ 187 ] |
| 2016 | „Jeden żyć"                                 | Marathon Brothers         | H8M4               | [ 188 ] |
| 2016 | „Jedna wiara jeden skład"                   | Marathon Brothers         | H8M4               | [ 189 ] |
| 2016 | „Patrzcie idzie frajer” (gościnnie: Bedoes) | Marathon Brothers         | H8M4               | [ 190 ] |
| 2018 | „Cyka Blyat” (prod. Lanek)                  | Patrice Haubenstock Films | HYPER2000          | [ 51 ]  |
| 2018 | Milion długu” (prod. Lanek)„                | Punkt Widzenia Studio     | HYPER2000          | [ 8 ]   |
| 2018 | „Polack” (prod. Lanek)                      | Haubenstock films         | HYPER2000          | [ 191 ] |

### Współpraca
| Rok  | Tytuł                                                        | Reżyseria/Realizacja  | Album             | Źródło  |
| ---- | ------------------------------------------------------------ | --------------------- | ----------------- | ------- |
| 2011 | „Z ostatniej ławki” (oraz Solar)                             | Joanna Dembek         | Z ostatniej ławki | [ 192 ] |
| 2013 | „Spacer po linie” (oraz Solar)                               | Exformers             | Stage Diving      | [ 193 ] |
| 2013 | „Z nieba nie spadło” (oraz Solar; gościnnie: Zeus)           | Exformers             | Stage Diving      | [ 194 ] |
| 2013 | „Woda sodowa” (oraz Solar)                                   | —                     | Stage Diving      | [ 195 ] |
| 2014 | „Freestyle Wars” (oraz Solar)                                | Punkt Widzenia Studio | —                 | [ 128 ] |
| 2015 | „Prosto z SB Mafii Stoprorap/Beezy Vuitton” (oraz King Tomb) | Seenergy Videos       | BooKING Mixtape   | [ 196 ] |
| 2015 | „Myślą, że jestem zły/Love/Hate” (oraz King Tomb)            | Shquo                 | BooKING Mixtape   | [ 197 ] |
| 2016 | „Muszę lecieć” (oraz Quebonafide, gościnnie: Sarcast)        | Adam Gawenda          | Demówka EP        | [ 198 ] |
| 2016 | „Wodospady (Remix)” (oraz Bezczel)                           | Marathon Brothers     | —                 | [ 199 ] |
| 2016 | „Mama” (oraz Solar)                                          | H D S C V M           | —                 | [ 200 ] |
| 2016 | „H8ME” (oraz Solar)                                          | H D S C V M           | #nowanormalnosc   | [ 201 ] |
| 2016 | „Nowa normalność” (oraz Solar)                               | Smoła Studio          | #nowanormalnosc   | [ 202 ] |
| 2016 | „Byliśmy pyłem gwiazd” (oraz Solar; gościnnie: Zui)          | Smoła Studio          | #nowanormalnosc   | [ 203 ] |
| 2016 | „Nie dla ciebie” (oraz Solar, gościnnie: Wac Toja)           | Smoła Studio          | #nowanormalnosc   | [ 204 ] |

### Gościnnie
| Rok  | Tytuł                                                                              | Reżyseria/Realizacja | Album              | Źródło  |
| ---- | ---------------------------------------------------------------------------------- | -------------------- | ------------------ | ------- |
| 2014 | Solar – „Bumbap” (gościnnie: Białas, DJ Flip)                                      | Shquo                | Iskry i klik klaki | [ 205 ] |
| 2015 | Młody M – „Taran” (gościnnie: Białas)                                              | M.L. Filmz           | —                  | [ 206 ] |
| 2015 | BoKoTy – „Rotacja” (gościnnie: Białas, Neile)                                      | Filop Design         | Rotacja            | [ 207 ] |
| 2016 | Bezczel – „Mike Tyson Flow” (gościnnie: Paluch, Białas)                            | Bassmedia            | Teraz albo nigdy   | [ 208 ] |
| 2016 | 101 Decybeli – „Jeden krok” (gościnnie: Solar, Białas)                             | Distort Media        | Echo               | [ 209 ] |
| 2016 | Jongmen – „O.C.C.” (gościnnie: Paluch, Białas, Hazzidy)                            | —                    | Dysonans           | [ 210 ] |
| 2016 | Kaz Bałagane – „Za daleki odlot / Ona to chyba lubi” (gościnnie: Białas, Smolasty) | M.L. Filmz           | Źródło LP          | [ 211 ] |
| 2016 | Beteo – „Pole min” (gościnnie: Białas)                                             | Lanek                | Jeden jedyny       | [ 212 ] |
| 2017 | Wac Toja – „Rzucić Rap” (gościnnie: Białas)                                        | H D S C V M          | High Quality       | [ 213 ] |
| 2018 | DJ Soina – „KMV3” (gościnnie: donGURALesko, Białas, Kaczor)                        | CreaTury             | Kręci Mnie Vinyl 3 | [ 168 ] |
| 2018 | Bonus RPK – „RODEO” (gościnnie: Białas)                                            | Digital Damage       | Technik pasjonat   | [ 169 ] |
| 2018 | Kizo – „EMPIK” (gościnnie: Białas)                                                 | Brev#K.O Imperial    | Czempion           | [ 170 ] |
| 2019 | Kubi Producent – „Lifestyle” (gościnnie: Malik Montana, Borixon, Białas)           | H D S C V M          | +18                | [ 173 ] |
| 2019 | White 2115 – „Sos Mula” (gościnnie: Białas)                                        | waverunners          | Rockstar           | [ 171 ] |
| 2020 | Rasmentalism – „Dzisiaj nie zasnę” (gościnnie: Białas)                             | Alex Pak             | Geniusz            | [ 174 ] |
| 2020 | Dwa Sławy – „Mango Lassi” (gościnnie: Białas)                                      | —                    | Pokolenie X2       | [ 175 ] |

### Inne
| Rok  | Tytuł | Reżyseria/Realizacja | Album                 | Źródło  |
| ---- | --- | -------------------- | --------------------- | ------- |
| 2012 | Solar, Białas – „Hajlajf"                                                                                         | Mateusz Natali       | Popkiller młode wilki | [ 214 ] |
| 2014 | Z.B.U.K.U, Vixen, Metrowy, Te-Tris, Poszwix, Bezczel, VNM, Białas, Solar, Tony Jazzu, Projekt Wan, RWS – „HHRPE1" | Sójson Papaj         | —                     | [ 129 ] |